# Coenonympha secunda
Coenonympha secunda är en fjärilsart som beskrevs av Ruggero Verity 1953. Coenonympha secunda ingår i släktet Coenonympha och familjen praktfjärilar. Inga underarter finns listade i Catalogue of Life.